# Strelnja (Kaliningrad)
Strelnja (russisch Стрельня, deutsch Schultitten (teilw.)) ist ein Ort in der russischen Oblast Kaliningrad (Gebiet Königsberg (Preußen)) und gehört zur Gwardeiskoje selskoje posselenije (Landgemeinde Gwardeiskoje (Mühlhausen)) im Rajon Bagrationowsk (Kreis Preußisch Eylau).

## Geographische Lage
Strelnja liegt 13 Kilometer nordwestlich von Bagrationowsk (Preußisch Eylau) an einer Nebenstraße, die nördlich von Gwardeiskoje (Mühlhausen) von der russischen Regionalstraße 27A-017 (ex A 195, frühere deutsche Reichsstraße 128) in westliche Richtung abzweigt und über Krasnosnamenskoje (Dollstädt) bis nach Pogranitschnoje (Hussehnen) führt.
Strelnja-Nowaja ist heute der Name der früheren Bahnstation Schrombehnen (heute russisch: Moskowskoje) der ehemaligen Ostpreußischen Südbahn, die heute noch zwischen Kaliningrad (Königsberg) und Bagrationowsk in Betrieb ist.

## Geschichte
Das früher Schultitten genannte Gutsdorf wurde 1874 in den neu errichteten Amtsbezirk Groß Lauth (heute russisch: Newskoje) eingegliedert. Er lag im Landkreis Preußisch Eylau im Regierungsbezirk Königsberg der preußischen Provinz Ostpreußen. Im Jahre 1905 werden Teile des Gutsbezirks Wisdehnen (russisch: Ljubminowo) in den Gutsbezirk Schultitten umgegliedert, 1910 zählte Schultitten 295 Einwohner.
Am 30. September wurde der Gutsbezirk Schultitten in eine Landgemeinde umgewandelt und das Vorwerk Karlshof (Tambowskoje) von Schultitten nach Vierzighuben (heute russisch auch: Tambowskoje) umgegliedert. Am 1. April 1936 verlor Schultitten seine Selbständigkeit und wurde in die Gemeinde Schrombehnen (Moskowskoje) eingemeindet.
Im Jahre 1945 kam Schultitten mit dem nördlichen Ostpreußen zur Sowjetunion und erhielt 1946 den russischen Namen „Strelnja“. Bis zum Jahre 2009 war der Ort in den Gwardeiski sowjet (Dorfsowjet Gwardeiskoje (Mühlhausen)) eingegliedert und ist seither – aufgrund einer Struktur- und Verwaltungsreform – eine als „Siedlung“ (russisch: possjolok) eingestufte Ortschaft innerhalb der Gwardeiskoje selskoje posselenije (Landgemeinde Gwardeiskoje) im Rajon Bagrationowsk.

## Kirche
Aufgrund seiner überwiegend evangelischen Bevölkerung war Schultitten vor 1945 in das Kirchspiel der Dorfkirchengemeinde Mühlhausen (heute russisch: Gwardeiskoje) eingepfarrt. Es gehörte zum Kirchenkreis Preußisch Eylau (heute russisch: Bagrationowsk) innerhalb der Kirchenprovinz Ostpreußen der Kirche der Altpreußischen Union. Letzter deutscher Geistlicher war Pfarrer Otto Nikutowski.
Heute liegt Strelnja bereits erneut im Einzugsgebiet einer nun evangelisch-lutherischen Gemeinde in Gwardeiskoje. Sie ist jetzt eine Filialgemeinde der Auferstehungskirche in Kaliningrad (Königsberg) innerhalb der Propstei Kaliningrad der Evangelisch-lutherischen Kirche Europäisches Russland (ELKER).